# Karlsruher FV
El Karlsruher FV es un equipo de fútbol de Alemania que juega en la Kreisklasse C Karlsruhe Staffel, una de las ligas regionales que conforman la undécima categoría de fútbol en el país.

## Historia
Fue fundado el 17 de noviembre de 1891 en la ciudad de Karlsruhe, en la región de Baden-Württemberg y fue uno de los equipos fundadores de la Federación Alemana de Fútbol en el año 1900, así como uno de los equipos más fuertes de Alemania antes de iniciar la Primera Guerra Mundial, ya que logró ganar 8 títulos de la liga del sur de Alemania a inicios del siglo XX dirigidos por el entrenador inglés William Townley.
El club es recordado por la extraña primera edición del torneo nacional en 1903 en donde debían disputar las semifinales ante el DFC Prag, pero cancelaron el viaje para el partido por un telegrama enviado por la Federación Alemana de Fútbol que decía que el partido fue reprogramado, algo que no sucedió y el DFC Prag ganó por no presentación. No se descubrió quien mandó el telegrama ni la gente de la ciudad de Karlsruhe involucrada en el suceso.
A consecuencia de ello, el club retó al que quedó campeón de la liga (VfB Leipzig) a un partido para probar quien era el verdadero campeón nacional, partido que ganó Leipzig con marcador de 7-3.
Un año después llegaron a las semifinales en donde enfrentaron al Britannia Berlin, partido que perdieron 1-6 y protestaron ante la Federación Alemana de Fútbol porqué el partido debía jugarse en sede neutral, ya que se jugó en Berlín, dando la localía al Britanna, por lo que la final fue cancelada y no hubo campeón.
En 1908 el club militó en la Südkreis-Liga, y un año después el Phönix Karlsruhe gana el título nacional, aunque el KFV lo ganó al año siguiente, convirtiendo a la ciudad de Karlsruhe en la tercera ciudad de Alemania con más de un campeón nacional en ese momento, las otras eran Múnich (FC Bayern Múnich y TSV 1860 Múnich) y Berlín (Union Berlin, Hertha BSC y BFC Viktoria 1899).
Al finalizar la Primera Guerra Mundial el club reaparece en la Kreisliga Südwest, ganando el título en 1926, pero a pesar de dominar la división, no pudo llegar a jugar a nivel nacional otra vez. Dos años después, el club siguió ganando títulos y llegó a jugar a nivel nacional en tres ocasiones hasta que en 1933 formó parte de la Gauliga Baden tras la reorganización del fútbol alemán por el Tercer Reich, pero desciende de categoría en 1937, aunque retornó a la liga un año después.
Luego de finalizar la Segunda Guerra Mundial, el club se integra a la Oberliga Süd, en donde termina en último lugar por detrás del Phönix Karlsruhe, pero gracias a que la liga fue reestructurada retornan a la Oberliga Süd.
En 1951 se integra a la 2. Oberliga Süd hasta su descenso en 1957. Posterior a eso, el club gana el título de la Amateurliga Nortbaden en dos ocasiones y mientras jugaba en la Kreisliga fue descalificado en octubre de 2004 luego del colapso financiero, por lo que el KFV desaparece.

### Retorno
En 2007 el equipo es refundado y juega en la Kreisklasse C (undécima división), terminando en 9.º lugar en su temporada de retorno, y juegan en esa liga desde entonces.

## Palmarés
- Campeonato Alemán de fútbol: 1

1910
- Southern German championship: 8

1901, 1902, 1903, 1904, 1905, 1910, 1911, 1912
- Südkreis-Liga: 3 (I)

1910, 1911, 1912
- Kreisliga Südwest: 1 (I)

1922
- Bezirksliga Württemberg-Baden: 1 (I)

1927
- Bezirksliga Baden: 4 (I)

1928, 1929, 1931, 1932
- North Baden Cup: 3

1961, 1962, 1965

## Rivalidad
Su máximo rival es el otro club de la ciudad y también campeón de la liga alemana: Karlsruher SC.

## Jugadores

### Jugadores destacados
- Gootfried Fuchs
- Kurt Ehrmann